# 杭州长乔极地海洋公园

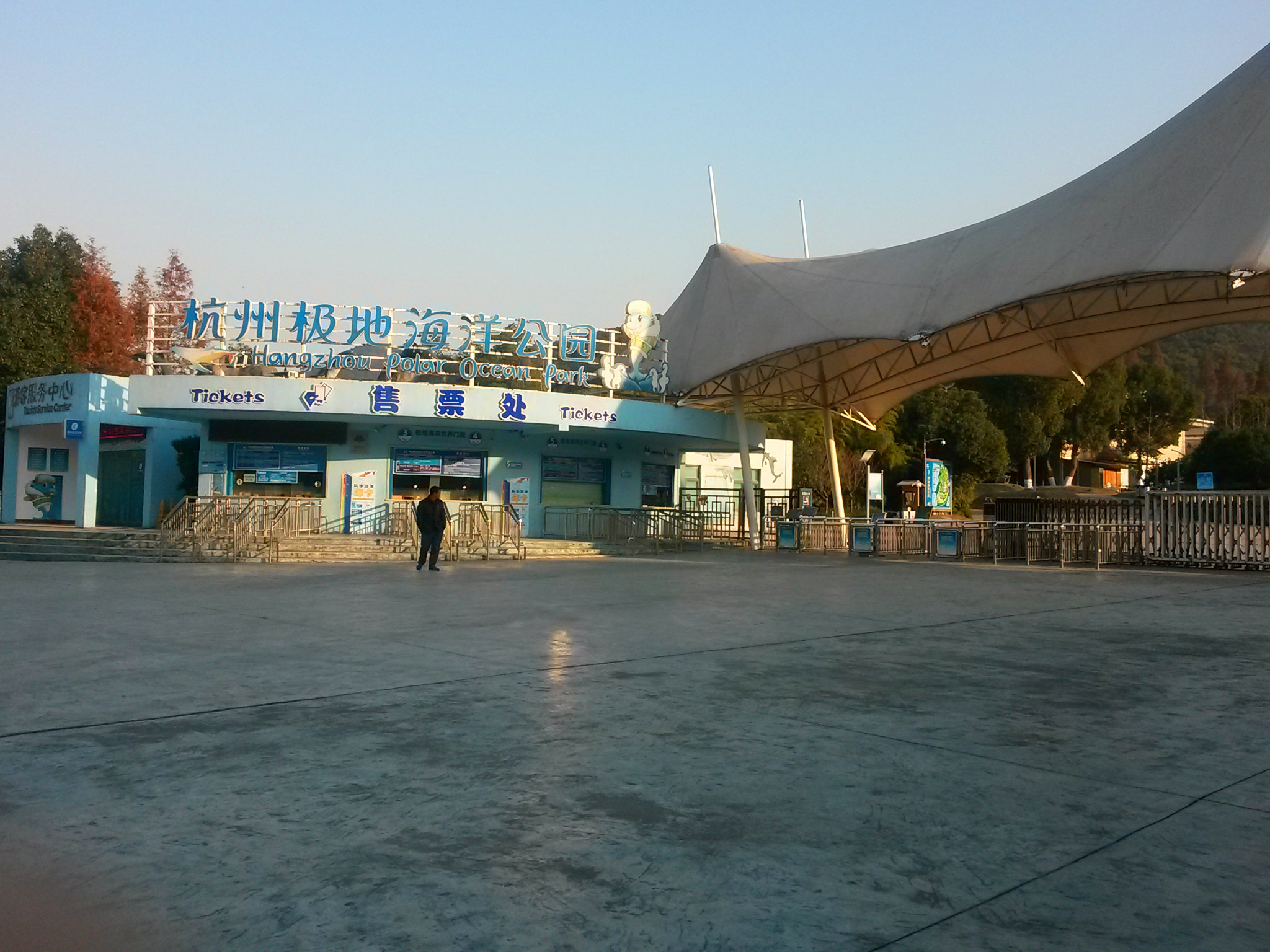
大门

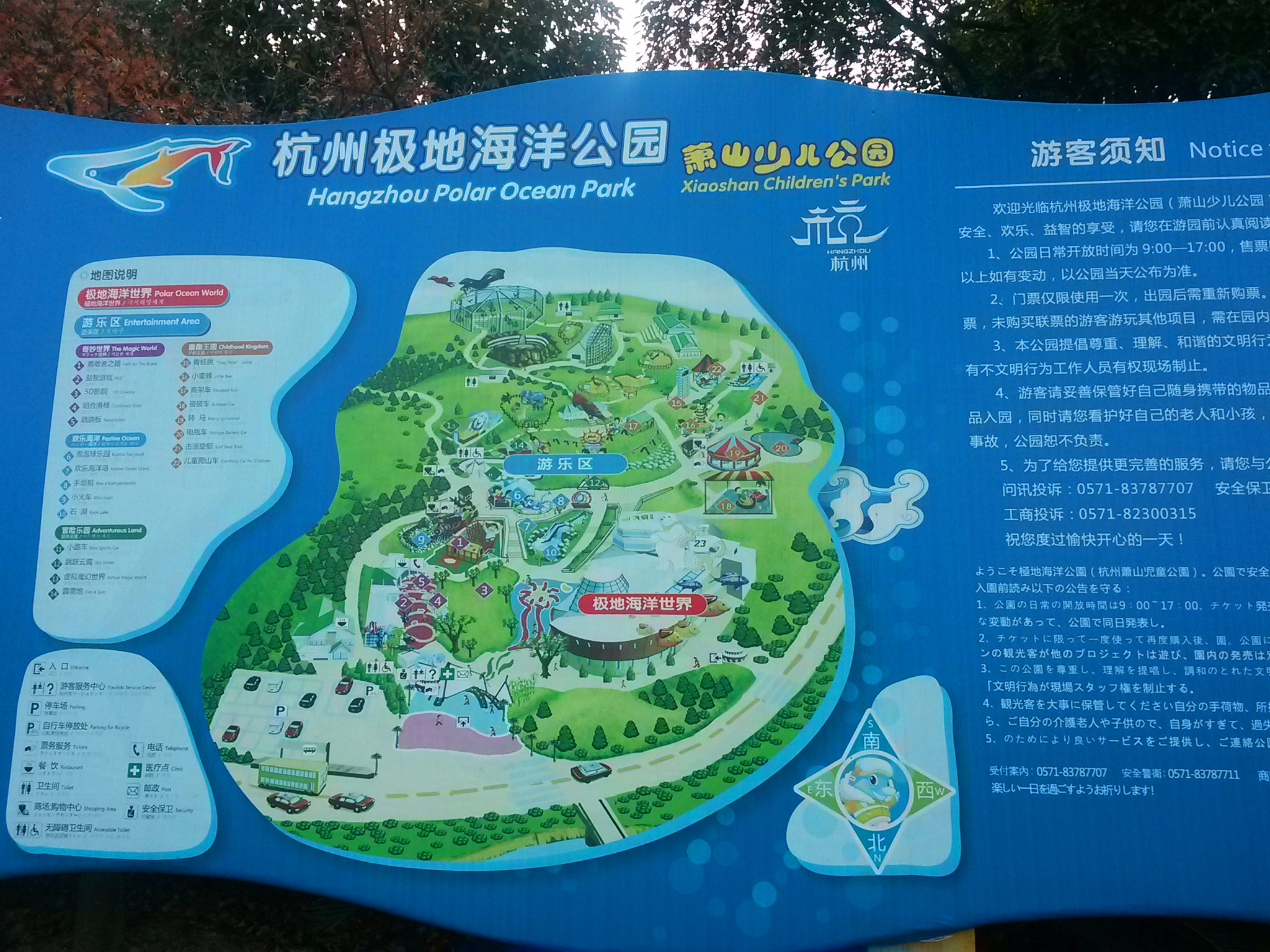
地图

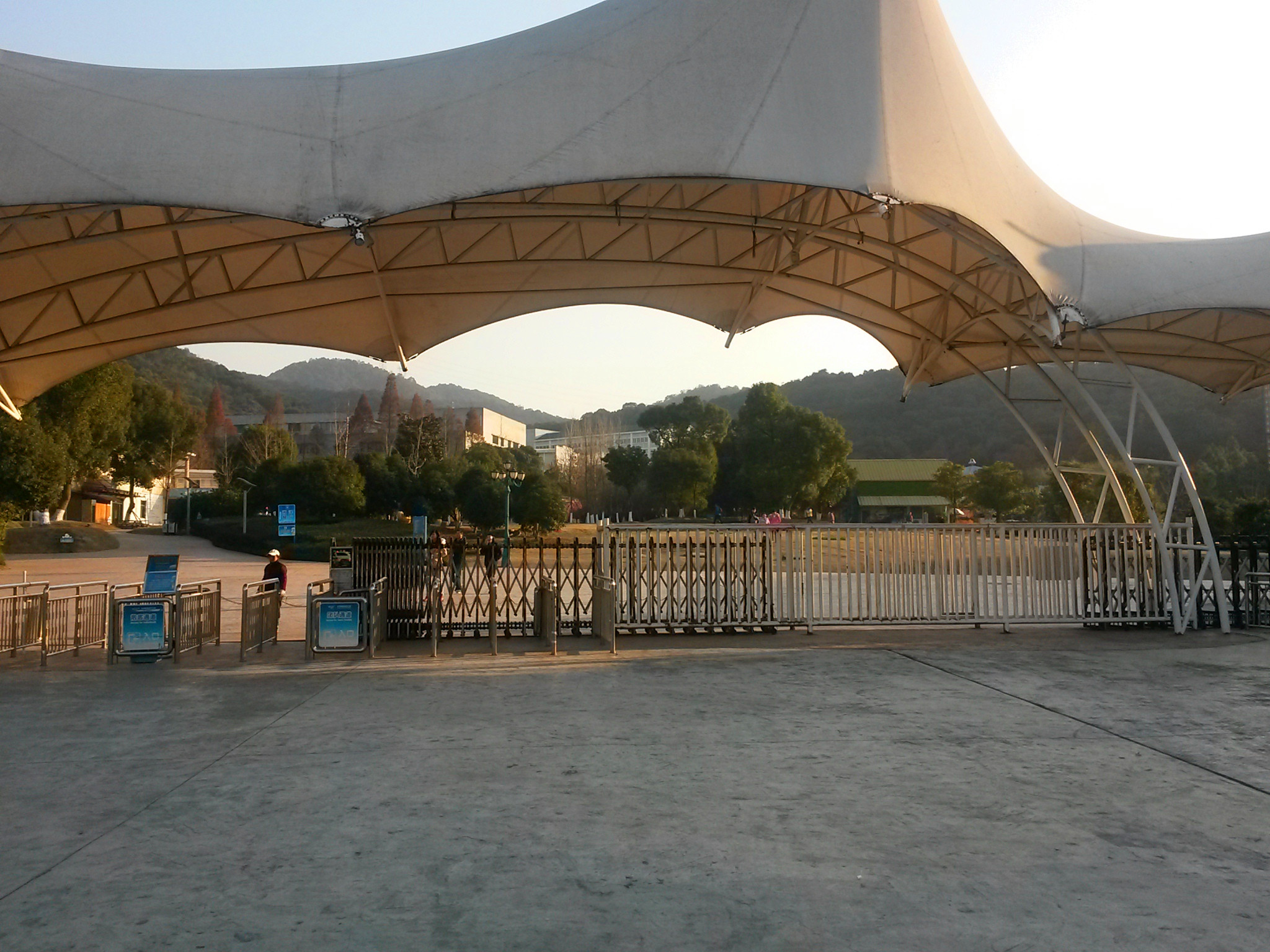
入口

杭州长乔极地海洋公园又名萧山少儿公园，是位于杭州市萧山区闻堰街道的一个极地海洋公园，地处湘湖旅游度假区区块。2008年10月1日建成开放。

## 简介
公园由浙江海洋水族馆投资有限公司和浙江湘湖旅游度假区管委会共同投资10亿元人民币建设而成，占地面积340亩，其中海洋馆建筑面积3.5万平方米，是华东地区最大的海洋主题公园。它是萧山区政府07-08年度的重点实事工程，以及第二届休博会主园区的重点项目。
公园海水总水体15000吨，展出有北极熊、北极狼、海狮、北极狐、南极企鹅、海豹、海豚、白鲸等16种极地动物，共150余头（只）；展出鱼类1000种，20000余尾。主要项目有极地海洋世界、极地欢乐剧场、鸟语林以及20项大型游乐设施。

## 游览
公园平常营业时间：9：00-17：00；节假日另作调整。
全价票：220元；优惠票：190元。

## 交通
公园距杭州休闲博览园1公里、杭州地铁一号线湘湖站2公里、杭州中心城区6公里。
杭州公交：k515路区间；萧山公交：16路。